# Eliot Weinberger
Eliot Weinberger (Nueva York, 6 de febrero de 1949) es un escritor, traductor y antólogo estadounidense, renovador del ensayo literario.

## Trayectoria
Nació en una familia judía en Nueva York. Desde su juventud, a finales de los años sesenta del siglo XX, destacó como traductor del poeta y Premio Nobel de Literatura Octavio Paz, del que ha vertido al inglés buena parte de su poesía. Sobresalen asimismo, entre otras, sus traducciones de Altazor de Vicente Huidobro, Nostalgia de la muerte y otros poemas de Xavier Villaurrutia y Siete noches de Jorge Luis Borges.
De este último también compiló, tradujo y prologó su prosa ensayística en 1999, en una edición que recogió varios escritos no recuperados en las ediciones de la obra del escritor argentino en español hasta esa fecha, y que le valieron el premio del Círculo Nacional de Críticos de Estados Unidos ese año.

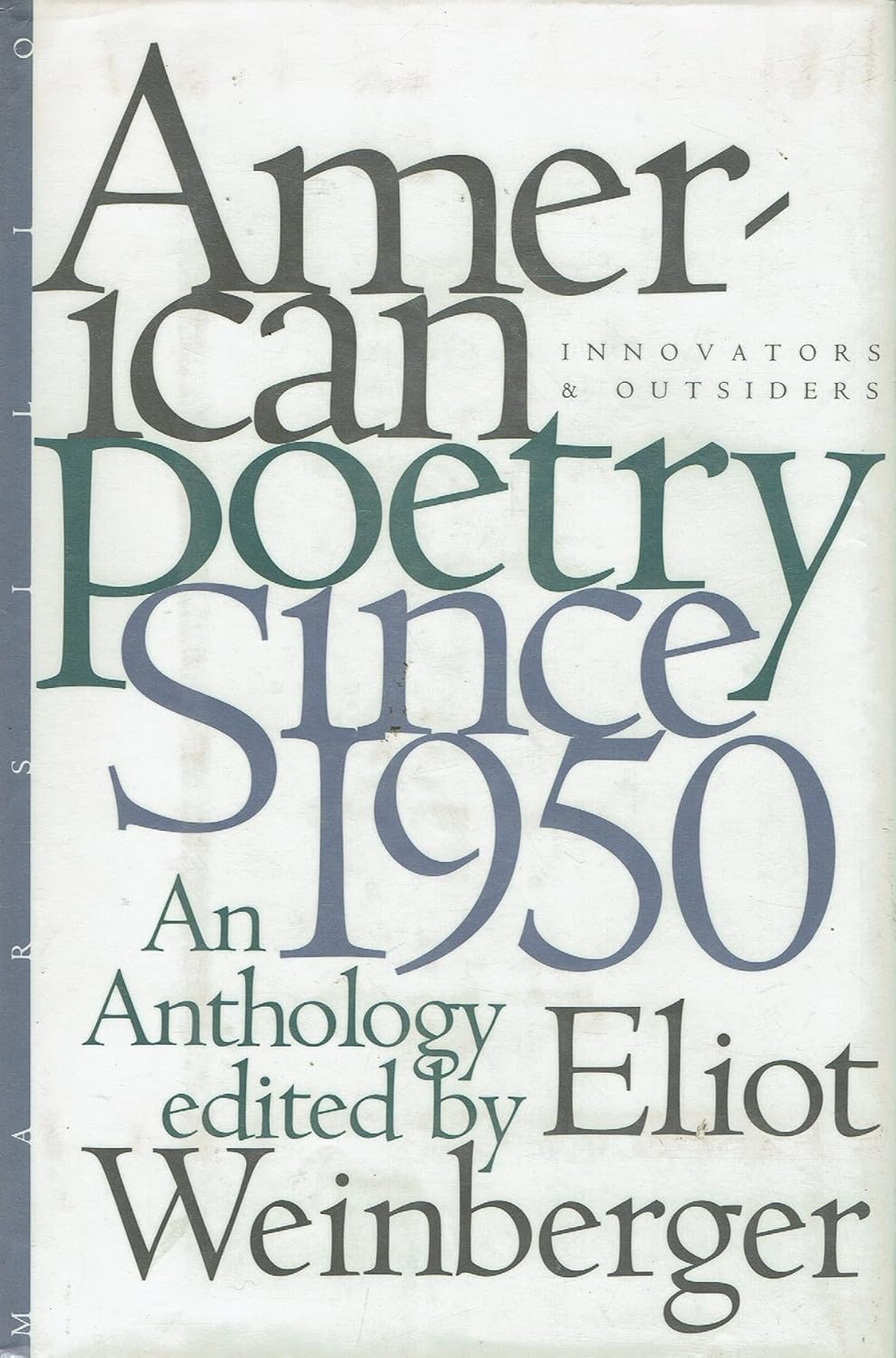
American Poetry Since 1950. Antología editada por Eliot Weinberger.

Como antólogo descuella especialmente la ya referencial Una antología de la poesía norteamericana desde 1950, la cual dio a conocer en 1992 a poetas innovadores de corrientes procedentes de las vanguardias históricas y hasta entonces inéditos en español, como George Oppen, Paul Blackburn, David Antin o Lorine Niedecker, entre otros.
Sin embargo, es en el ámbito del ensayo donde las contribuciones de Weinberger se han revelado decisivas para la historia del género en la literatura contemporánea al emplear procedimientos estructurales y estilísticos más propios de la poesía, como el simultaneísmo y el collage o la analogía y la erudición, lo cual le confiere a sus escritos un carácter de poema en prosa documental, pues todos los datos incluidos en ellos son verificables. Enrique Vila-Matas ha señalado que Weinberger "es maestro del comentario infinito a la asombrosa variedad del mundo. Me admira su capacidad para aventurarse siempre en el corazón mismo de la literatura".
Entre sus escritos de carácter político destaca Lo que oí sobre Irak, un centón compuesto por citas, testimonios, declaraciones y anuncios relativos a la guerra en Irak emprendida por el gobierno estadounidense encabezado por George W. Bush, y que ha sido objeto de adaptaciones operísticas, teatrales, radiofónicas y musicales.
Entre los reconocimientos que ha recibido se encuentran el PEN/Kolovakos Award en 1992 por la promoción de la literatura en español en Estados Unidos y la Orden del Águila Azteca que otorga el gobierno de México, en 2000. Sus ensayos están traducidos a más de treinta idiomas.

## Edición en español

### Literaria
- Ensayos elementales. Editorial Anagrama. 2025. ISBN 978-84-339-2926-6.
- Dos escenas americanas. Junto a Lydia Davis. Kriller71 Ediciones. 2023. ISBN 978-84-127399-0-9.
- Diecinueve maneras de ver a Wang Wei (y otras más). Traducción de Aurelio Major. Barcelona: Días Contados. 2017. ISBN 978-84-945664-6-2.
- Las cataratas. Traducción de Aurelio Major (Aurelio Major edición). Barcelona: Duomo Ediciones. 2012. ISBN 978-84-15355-25-0.
- Algo elemental. Traducción de Aurelio Major. Vilaür: Ediciones Atalanta. 2010. ISBN 978-84-937247-0-2.
- Rastros kármicos. Traducción de Aurelio Major. Emecé. 2007. ISBN 978-84-95908-36-0.
- Invenciones de papel. Traducción de Purificación Jiménez. Vuelta. 1992. ISBN 968 6229 25 6.

### Política
- Lo que oí sobre Irak. Turner. 2006. ISBN 978-84-7506-747-6.
- 12-S. Cartas de Nueva York. Traducción de Aurelio Major. Barcelona: Ediciones del Bronce. 2013. ISBN 978-84-8453-141-8.